# Irlam
Irlam is een plaats in het bestuurlijke gebied City of Salford, in het Engelse graafschap Greater Manchester. De plaats telt 18.504 inwoners.

## Geboren
- Scott Hogan (13 april 1992), voetballer